# Parkschein

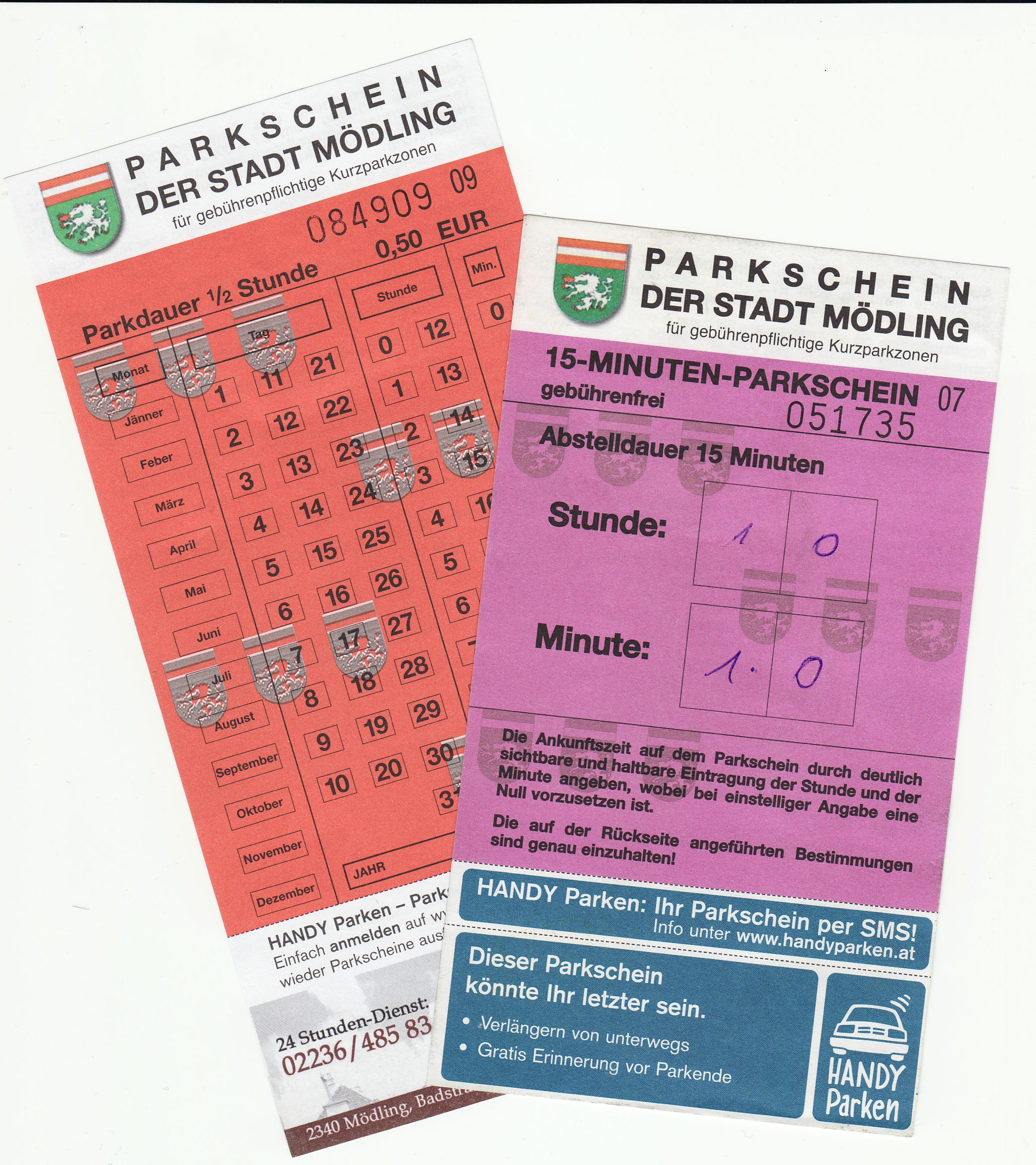
Parkscheine in der niederösterreichischen Stadt Mödling

Ein Parkschein (Schweiz: Parkticket) ist ein Papierbeleg, der als Quittung für eine zeitlich begrenzte Berechtigung zur Parkraumnutzung dient. Der Parkschein muss am oder im Fahrzeug von außen gut lesbar angebracht sein.
Der Parkschein kann entweder ein direkt vom Parkscheinautomat ausgedruckter Beleg oder ein bereits vorgedruckter Vorverkaufsschein sein, auf dem nur die entsprechende Zeit händisch eingesetzt werden muss. Mancherorts werden kombinierte Systeme eingesetzt, wobei man die Auswahl zwischen verschiedenen Systemen der Bezahlung von Parkgebühren hat.
Durch das System kann der Betreiber einen Stellplatz mehrfach verkaufen. Ein Teil der Nutzer verlässt den Platz vorzeitig; ein Weiterverkauf des nicht abgelaufenen Scheins ist meist nicht möglich.
Sollte ein Parkscheinautomat nicht funktionieren, darf bis zur Höchstparkdauer geparkt werden, indem eine Parkscheibe verwendet wird. Eine Kontrollkraft kann durch visuelle Prüfung die Gültigkeit des Parkscheins prüfen.
In einigen Städten kann die Parkgebühr auch per Handy-Parken entrichtet werden. Dabei entfällt der Papierbeleg und wird durch eine Hinterlegung der Parkberechtigung auf einem Server des Providers ersetzt.  Die Kontrollkraft kann die Gültigkeit des Parkvorgangs durch eine Anfrage beim Provider prüfen.
Ein ungültiger Parkschein wird in Deutschland als Verstoß gegen § 13 Straßenverkehrsordnung als Ordnungswidrigkeit verfolgt.

## Österreich
In Wien sind Parkscheine für gebührenpflichtige Kurzparkzonen (Blaue Zonen) nicht an Parkscheinautomaten erhältlich, sondern werden ausschließlich im persönlichen Verkauf in Trafiken, Postfilialen, an Tankstellen, an Fahrscheinautomaten der Wiener Linien, bei den Stadtkassen sowie beim ÖAMTC und dem ARBÖ angeboten.
In Feldkirch (Vorarlberg) wurde seit Einführung eines Werbeaufdrucks auf der Rückseite vermehrt beobachtet, dass Parkscheine mit der falschen Seite nach oben hinter der Windschutzscheibe ausgelegt werden. Solche Fälle werden – da der Parkschein so nicht lesbar ist – mit 20 € Strafe belegt.